# Uptime
uptimeはUNIXやLinuxなどのOS上で、システムがどのくらいの時間稼働し続けているか（連続稼働時間）を表示するプログラムである。
ここで得られる連続稼働時間は、オペレーティングシステムが稼働中にクラッシュしたり管理運用上の再起動を行っていない時間を示しており、その信頼性や安定性を測るひとつの指標として用いられることもある。しかしながら長期間再起動していないということは、定期的にセキュリティパッチを適用していないということも示しているわけで、適正な管理がなされていない指標となることもある（セキュリティパッチは多くの場合再起動を要求するため）。

## コマンドラインに指定できるオプション
なし

## 使用例
連続稼働時間に続き、ログイン中のユーザ数、1,5,15分あたりの平均負荷率も表示される。
```
$ uptime
04:20:00 up 1337 days,  2:52, 25 users,  load average: 1.76, 1.26, 0.70
```

## 長期連続稼働記録
The Uptime-Projectが2007年3月1日に集計したところによれば、最長の連続稼働記録はOpenVMSを用いたシステムでの11年と303日20時間57分であった。また、2000年問題で再起動した以外は18年間の連続稼働記録を持つアイルランド鉄道のOpenVMSを用いたシステムもある。
シスコのルーターは2018年の時点で21年間連続して稼働していたと報告された。2023年4月11日の時点で、稼働時間は26年25週間1日1時間8分に増加したが、その後ルータは廃止され、稼働時間の最終報告は26年と28週間2日6分であった。